# Феликс Фор
Феликс Франсоа Фор (фр. Félix Faure; Париз, 30. јануар 1841 — Париз, 16. фебруар 1899) је био француски политичар, председник Треће француске републике од 1895. до 1899. године.

## Биографија
Рођен је у Паризу као син произвођача намештаја. Радио је као кожар и трговац чиме је стекао значајно богатство. Изабран је у Народну скупштину 21. августа 1881. године. Прикључио се левици и занимао се за економију, железницу и морнарицу. Новембра 1882. постао је подсекретар за колоније у министарству Жила Ферија. На тој функцији задржао се до 1885. године. Од 1888. до 1893. године потпредседник је Привредне коморе. Од 1894. године је министар морнарице у кабинету Шарла Дипоја. Следеће године изабран је за председника Републике, након оставке Жана Казимира Перијера. Исте године је помиловао анархисте који су избегли у Енглеску. Омогућио је познатим анархистима да се врате у државу. Међу њима је и Емил Пуге. Био је и члан масонске ложе. Током његовог мандата у Француској је трајала позната афера Драјфус. Емил Зола га је напао писмом "Оптужујем". Против њега је био и "рушитељ влада" Жорж Клемансо. Феликс Фор је подржавао антидрајфусовце које су чинили конзервативни кругови, монархисти, клерикалци и националисти. Године 1896. примио је руског цара Николаја II у Паризу, а следеће године је и сам посетио Руску империју. Феликс Фор је умро од апоплексије у Јелисејској палати 16. фебруара 1899. године.